# 4032 Chaplygin
4032 Chaplygin este un asteroid din centura principală, descoperit pe 22 octombrie 1985 de Liudmila Juravliova.